# Tanoka Beard
Tanoka Beard (Ogden, Utah, 29 de setembre de 1971) és un exjugador de bàsquet estatunidenc. Mesura 2.06 metres d'alçada i pesa 121 kg, i la seva posició natural a la pista era la de pivot.

## Carrera esportiva
Va formar-se en l'equip de l'institut Bonneville de la seva ciutat natal, i en l'equip de la Boise State University, competint en la NCAA. L'any 1993, acabada la universitat, se'n va a la lliga italiana per jugar amb el Burghy Roma. Abans d'acabar la temporada va ser tallat i va jugar al Dyc Lugo de l'ACB fins a terminar-la. Les dues temporades següents va jugar a les lligues turca (on va ser campió de lliga amb l'Ulker Estambul) i francesa, i en la temporada 1996-97 va fitxar pel Joventut de Badalona. Amb els badalonins va guanyar la Copa del Rei en la primera temporada. Dos anys després se'n va anar a jugar al Reial Madrid, al Pamesa València i al Fenerbahce Estambul una temporada amb cada equip, abans de tornar novament a Badalona la temporada 2001-02. Un cop acabt el seu contracte amb el club verd-i-negre, va jugar en diferents lligues com la russa, la lituana (campió de lliga amb el Zalgiris Kaunas l'any 2003), la israeliana o la de Puerto Rico.
Un cop retirat, Beard va creat un club de bàsquet: "L'Orgull d'Ogden", per ajudar els joves que es troben en situacions desfavorides a la ciutat on va néixer.